# Naufrágio do Hableány

O corrimão da Ponte Margaret decorado com a bandeira da Coreia do Sul e com flores de luto e lembranças, em 3 de junho de 2019.

O Hableány (Sereia, em português) era um navio de cruzeiro fluvial (de 27 metros de comprimento) operado pela Panorama Deck no rio Danúbio em Budapeste, Hungria. Tinha dois pavimentos e uma capacidade de 45 pessoas quando operava como navio de turismo. Em 29 de maio de 2019, o navio estava viajando no Danúbio, em Budapeste, com 35 pessoas a bordo, quando colidiu com outro cruzeiro muito maior (o navio-hotel Viking Sigyn, de 135 metros de comprimento), sob a Ponte Margarida, perto do Edifício do Parlamento.
Todos os turistas a bordo eram da Coreia do Sul, sendo que a maioria estava participando de uma excursão planejada pela empresa Very Good Tour, incluindo uma criança.
Das pessoas que estavam a bordo, 27 morreram e 1 turista ainda está desaparecido. O nível da água no rio havia aumentado devido a fortes chuvas recentes. Sete sobreviventes foram resgatados, sendo que vários foram encontrados a jusante, incluindo um na Ponte Petőfi a aproximadamente 3,2 quilômetros ao sul da colisão.
Após o incidente, a polícia começou a investigar as circunstâncias do incidente no âmbito do processo penal, ameaçando o transporte por via aquática com a suspeita de um desastre em massa mortal de um crime contra um culpado desconhecido. As autoridades envolveram especialistas no procedimento.
A polícia húngara também lançou uma investigação criminal sobre a colisão. O capitão do Viking Sigyn, um ucraniano de 64 anos, foi entrevistado e depois preso no dia seguinte por suspeita de ter causado um acidente em massa durante a operação de um barco. Entretanto, em 11 de junho de 2019, ele foi libertado sob fiança de 15 milhões de forintes (aproximadamente 47.000 euros), com seus advogados negando que ele fosse culpado de qualquer irregularidade.
Em 31 de maio, o Ministério do Interior anunciou que as tentativas de levantar e recuperar o Hableány durante os dois primeiros dias não tinham sido bem-sucedidas e que buscava novas maneiras de revistar o convés inferior para os passageiros presos.
Uma semana depois do acidente, a embaixada húngara em Seul anunciou que parentes das vítimas e membros das autoridades coreanas poderiam viajar gratuitamente entre Seul e Budapeste, em cooperação com a LOT Polish Airlines.
Em 20 de junho de 2019, começou-se uma nova investigação sobre o fracasso da polícia húngara em ignorar o abandono e os primeiros socorros. Com um novo desenvolvimento, também foi relatado que o capitão não detectou a colisão com base nos depoimentos dos passageiros do navio-hotel, porque no momento do acidente ele fez uma selfie com um dos passageiros do Viking Sigyn.